# توماس هيكمان وليامز
توماس هيكمان وليامز هو سياسي أمريكي، ولد في 20 يناير 1801 في مقاطعة ويليامسون في الولايات المتحدة، وتوفي في 3 مايو 1851 في بونتوتوك في الولايات المتحدة. نشط حزبياً في الحزب الديمقراطي. وقد انتخب عضو مجلس الشيوخ الأمريكي ‏ عن دائرة Mississippi Class 1 senate seat ‏ وقد انضم خلال فترته النيابية ‏ (12 نوفمبر 1838 – 3 مارس 1839) للكتلة البرلمانية الحزب الديمقراطي وانتخب عضو مجلس الشيوخ الأمريكي ‏.